# اسون اسپرینگز (کارولینای شمالی)
اسون اسپرینگز (به انگلیسی: Seven Springs) شهری در ایالت کارولینای شمالی کشور ایالات متحده آمریکا است که جمعیت آن در سرشماری سال ۲۰۱۰ میلادی، ۱۱۰ نفر بوده‌است.